# Sir Army Suit
 (janvier 2024).
Si vous disposez d'ouvrages ou d'articles de référence ou si vous connaissez des sites web de qualité traitant du thème abordé ici, merci de compléter l'article en donnant les références utiles à sa vérifiabilité et en les liant à la section « Notes et références ».
Albums de Klaatu
Hope
(1977) Endangered Species
(1980)
Sir Army Suit est le troisième album du groupe de rock canadien Klaatu, sorti en 1978.

## Titres

### Face 1
1. A Routine Day (John Woloschuk) – 3:07
2. Juicy Lucy (Woloschuk) – 3:36
3. Everybody Took a Holiday (Dee Long) – 2:57
4. Older (Long) – 3:13
5. Dear Christine (Woloschuk) – 3:50

### Face 2
1. Mister Manson (Long) – 4:13
2. Tokeymor Field (Woloschuk) – 3:25
3. Perpetual Motion Machine (Long) – 3:14
4. Chérie (Long) – 3:03
5. Silly Boys (Long) – 5:00